# James Nesbitt
James Nesbitt  (Ballymena, Irlanda del Norte; 15 de enero de 1965) es un actor británico.

## Biografía

### Primeros años
Nacido en Ballymena (condado de Antrim), Nesbitt creció en Broughshane y Coleraine (ambos en el condado de Derry), siempre sin salir de Irlanda del Norte. Quería ser maestro, como su padre, por lo que comenzó estudios de francés en la Universidad del Ulster. Los abandonó un año después cuando decidió convertirse en actor, por lo que ingresó en la Escuela Central de Drama y Dicción en Londres. Después de su graduación, en 1987, pasó varios años como actor teatral, en obras muy variadas, desde el musical Up on the Roof (1987, 1989) al drama político Paddywack (1994). Realizó su debut cinematográfico interpretando al agente de talentos Fintan O'Donnell en Hear My Song (1991).

### Carrera
Nesbitt tuvo su papel destacado en televisión cuando personificó a Adam Williams en la comedia dramática romántica Cold Feet (ITV, 1998–2003), la cual obtuvo un premio British Comedy, un premio Television and Radio Industries Club y un premio National Television. Su primer papel significativo en el cine lo desempeñó como el granjero "Pig" Finn en Waking Ned (1998). Junto al resto del elenco protagonista, Nesbitt fue nominado para un premio Screen Actors Guild. En Lucky Break (2001), hizo su debut como protagonista en cine interpretando al prisionero Jimmy Hands. Al año siguiente, personificó a Ivan Cooper en la película para televisión Domingo sangriento, sobre la masacre en Derry de 1972. La película marcó una vuelta de tuerca en su carrera, ya que le permitió dejar atrás sus papeles cómicos anteriores. Ganó un premio British Independent Film y fue nominado a mejor actor por la British Academy Television.
Nesbitt también ha protagonizado Murphy's Law (BBC One, 2003–2007) como el detective Tommy Murphy, un papel que el guionista Colin Bateman creó especialmente para él. Por el papel obtuvo dos premios Irish Film & Television (IFTA). En 2004, protagonizó el drama basado en hechos reales Wall of Silence como el padre de un muchacho que había sido asesinado, logrando otra nominación a los IFTA. En 2007, realizó el papel doble de Tom Jackman y Mr Hyde en la serie Jekyll, escrita por Steven Moffat, y obtuvo una nominación a los Premios Globo de Oro en 2008. Nesbitt desde entonces ha realizado varios papeles dramáticos; protagonizó Five Minutes of Heaven (2009) junto a Liam Neeson, fue uno de los tres protagonistas de la miniserie Occupation (2009) y protagonizará su primera película de terror, Outcast, en 2010. En ese mismo año interpretó a un escritor en la película El camino.
En 2012 interpretó al enano Bofur en la película El hobbit: un viaje inesperado, primera de una trilogía dirigida por Peter Jackson y basada en El hobbit, novela de J. R. R. Tolkien. Un año después retomó el personaje en la segunda película, La desolación de Smaug y en el 2014 volvió a interpretarlo en El hobbit: la batalla de los Cinco Ejércitos

### Vida personal
Nesbitt está casado con la actriz Sonia Forbes-Adam, con la que tiene dos hijas, Peggy y Mary Nesbitt, que hicieron un cameo en El hobbit: la batalla de los Cinco Ejércitos, interpretando a las hijas de Bardo. Apadrina numerosas fundaciones de caridad.

### Honores académicos
- Doctor Honorario en Letras (D.Litt) por los servicios al drama de la Universidad del Ulster, campus de Magee (9 de julio de 2003).[1]
- Premio de distinción por contribución al drama del Belfast Metropolitan College (13 de noviembre de 2008).[2]

## Filmografía y premios
| Año  | Premio                                          | Categoría                              | Obra                                | Resultado |
| ---- | ----------------------------------------------- | -------------------------------------- | ----------------------------------- | --------- |
| 1999 | Premios Screen Actors Guild                     | Mejor elenco de película               | Waking Ned Devine                   | Nominado  |
| 1999 | Premios British Comedy                          | Mejor actor de comedia en televisión   | Cold Feet                           | Nominado  |
| 2000 | Premios British Comedy                          | Mejor actor de comedia en televisión   | Cold Feet                           | Ganador   |
| 2001 | Premio British Comedy                           | Mejor actor de comedia en televisión   | Cold Feet                           | Nominado  |
| 2002 | Premios Television and Radio Industries Club    | Actor de drama en televisión           | Cold Feet                           | Ganador   |
| 2002 | Premios British Independent Film                | Mejor actor                            | Domingo sangriento                  | Ganador   |
| 2002 | Premios del Festival Internacional de Estocolmo | Mejor actor                            | Domingo sangriento                  | Ganador   |
| 2002 | Premios British Academy Television              | Mejor actor                            | Domingo sangriento                  | Nominado  |
| 2003 | Premios Irish Film and Television               | Mejor actor de drama                   | Murphy's Law                        | Ganador   |
| 2003 | Premios TV Quick                                | Mejor actor                            | Cold Feet                           | Ganador   |
| 2003 | Premios National Television                     | Actuación en comedia más popular       | Cold Feet                           | Ganador   |
| 2004 | Premios National Television                     | Actor más popular                      | The Canterbury Tales                | Nominado  |
| 2004 | Premios Irish Film & Television                 | Mejor actor en drama televisivo        | Wall of Silence                     | Nominado  |
| 2005 | Premios Irish Film & Television                 | Mejor actor de televisión              | Murphy's Law                        | Nominado  |
| 2007 | Premios Irish Film & Television                 | Mejor actor protagonista en televisión | Murphy's Law                        | Nominado  |
| 2008 | Globo de Oro                                    | Mejor actor de miniserie               | Jekyll                              | Nominado  |
| 2008 | Rose d'Or                                       | Mejor animador                         | Jekyll                              | Nominado  |
| 2008 | ITV3 Crime Thriller Award                       | Mejor actor                            | Murphy's Law y Midnight Man         | Nominado  |
| 2010 | Broadcasting Press Guild Awards                 | Mejor actor                            | Occupation y Five Minutes of Heaven | Nominado  |